# Batalha de Ayacucho
A Batalha de Ayacucho foi o último grande enfrentamento armado entre as campanhas terrestres das guerras de independência hispano-americanas e significou o fim definitivo dos vice-reinados na América espanhola. A batalha aconteceu no Pampa de la Quinua, em Ayacucho, no Peru, em 9 de dezembro de 1824. A vitória dos independentistas contra os realistas selou, de fato, a independência do Peru com uma série de cláusulas militares que se transformariam em um tratado diplomático anos mais tarde, em 1879.